# 3471 Amelin
A 3471 Amelin (ideiglenes jelöléssel 1977 QK2) a Naprendszer kisbolygóövében található aszteroida. Nyikolaj Sztyepanovics Csernih fedezte fel 1977. augusztus 21-én.